# Viscolul (poezie)

Viscolul este o poezie scrisă de Vasile Alecsandri.